# Jendrik Sigwart
Jendrik Sigwart (nemško: [ˈjɛndʁɪk ˈziːkvaʁt]), znan tudi kot Jendrik, nemški pevec * 27. avgust 1994.

## Zgodnje življenje in kariera
Jendrik je odraščal v Hamburg-Volksdorfu ter ima štiri brate in sestre. Kot najstnik se je učil klavirja in violine. Štiri leta študiral muzikal na Inštitutu za glasbo Univerze v Osnabrücku. Še kot študent je nastopil v različnih muzikalih. Sigwart je svojo kariero začel leta 2016, ko je izdal pesem »Dibdibidi«.

## Pesem Evrovizija
Dne 6. februarja 2021 je bilo objavljeno, da je bil interno izbran za predstavnika Nemčije na tekmovanju za Pesem Evrovizije v Rotterdamu. Nadomestil je Bena Dolića potem, ko je bilo tekmovanje za Pesem Evrovizije 2020 odpovedano. Njegova pesem »I Don't Feel Hate« je bila izdana 25. februarja 2021. V finalu je dosegel predzadnje 25. mesto s tremi točkami. Vse točke je prejel od strokovne žirije.

## Osebno življenje
Sigwart živi v Hamburgu s svojim fantom Janom.

## Diskografija

### Mini album
| Naslov                                  | Podrobnosti                                                                                           |
| --------------------------------------- | --- |
| The-Gonna-End-Up-Somewhere-Anyway       | - Objavljeno: 8. april 2024 - Založba: Samostojno izdano - Formati: digitalni prenos, pretakanje      |
| The-Little-Summer-Morning-Live-Band-Aid | - Objavljeno: 6. junij 2024 - Založba: Samostojno izdano - Formati: digitalni prenos, pretakanje      |
| The-Acoustic-Birthday-ExP               | - Objavljeno: 20. september 2024 - Založba: Samostojno izdano - Formati: digitalni prenos, pretakanje |

### Pesmi
| Naslov                                                                               | Leto | Najvišja uvrstitev na lestvici | Najvišja uvrstitev na lestvici | Najvišja uvrstitev na lestvici | Album |
| Naslov                                                                               | Leto | LTU                            | ŠVE                            | UK                             | Album |
| ------------------------------------------------------------------------------------ | ---- | ------------------------------ | ------------------------------ | ------------------------------ | ----- |
| »Dibdibidi«                                                                          | 2016 | —                              | —                              | —                              | —     |
| »I Don't Feel Hate«                                                                  | 2021 | 79                             | 17                             | 71                             | —     |
| »I Can't Explain It I ♥️ U«                                                          | 2024 | —                              | —                              | —                              | —     |
| »Stronger From It«                                                                   | 2024 | —                              | —                              | —                              | —     |
| »Parallel Dimension«                                                                 | 2024 | —                              | —                              | —                              | —     |
| »How to Stay Optimistic?«                                                            | 2024 | —                              | —                              | —                              | —     |
| »The Neighbour Song«                                                                 | 2024 | —                              | —                              | —                              | —     |
| »Interview with a Ghost«                                                             | 2024 | —                              | —                              | —                              | —     |
| »—« označuje posnetek, ki se ni uvrstil na lestvico ali ni bil izdan na tem ozemlju. |      |                                |                                |                                |       |